# 親愛なるあなたへ...
「親愛なるあなたへ...」（しんあいなるあなたへ）は、2005年4月27日にリリースされた、ロードオブメジャーのメジャー3枚目のシングルであり、通算6枚目のシングルである。

## 概要
- ロードオブメジャーとしては前作から過去最短の2ヶ月でのリリース。
- シングル、アルバムともに初の初回版と通常版の発売となった。初回版にはスリーブジャケットとメッセージカードを封入しさらに歌詞カードにはメンバーの小さいときの写真が載っている。通常版は1ページ1ページにメンバーの写真が載っている。
- 「apasionado」はアコースティック・ギターのみを使用したインストとなっている。ちなみに「apasionado」というのはスペイン語で「情熱的な」を意味する。
- この「親愛なるあなたへ...」の発売を記に2005年5月8日に「母の日ライヴ」を行った。
- PVはシンプルな白いスタジオでの撮影となっている。そのほかにエキストラで赤ちゃんが数人出演している。
- 「親愛なるあなたへ...」、「風歌」は2ndアルバム『ROAD OF MAJOR II』、ベストアルバム『GOLDEN ROAD 〜BEST〜』に収録されており、「apasionado」はベストアルバム『GOLDEN ROAD 〜BEST〜』に収録されている。

## 収録曲
全編曲：ロードオブメジャー
1. 親愛なるあなたへ...
作詞：北川賢一　作曲：北川賢一
  - 内容は「ラブソング」ではなく、「両親への感謝」を歌ったもの。
  - アコースティック・ギターを3本使ったとギターの近藤信政はコメントしている。
  - 『奇跡の扉 TVのチカラ』エンディングテーマ
2. apasionado
作曲：近藤信政/松本賢一
3. 風歌
作詞：北川賢一　作曲：北川賢一
  - 「2005年度MLB」テーマソング
4. 親愛なるあなたへ...（instrumental）
作曲：北川賢一